# Tipula apache
Tipula apache är en tvåvingeart som beskrevs av Alexander 1916. Tipula apache ingår i släktet Tipula och familjen storharkrankar. Inga underarter finns listade i Catalogue of Life.